# Stigmatoechidae
Stigmatoechidae zijn een familie van mosdiertjes (Bryozoa) uit de orde van de Cyclostomatida.

## Geslachten
- Stigmatoechos Marsson, 1887